# کنئیی
کنئیی (به ژاپنی: 建永 Ken'ei) نام یک عصر تاریخی ژاپنی بود. این عصر بعد از گنکیو و قبل از جوگن (دوره کاماکورا) قرار داشت و از آوریل ۱۲۰۶ تا اکتبر ۱۲۰۷ میلادی به طول انجامید. در طی این عصر امپراتور تسوچی‌میکادو، امپراتور ژاپن بود.